# Henry Kloss

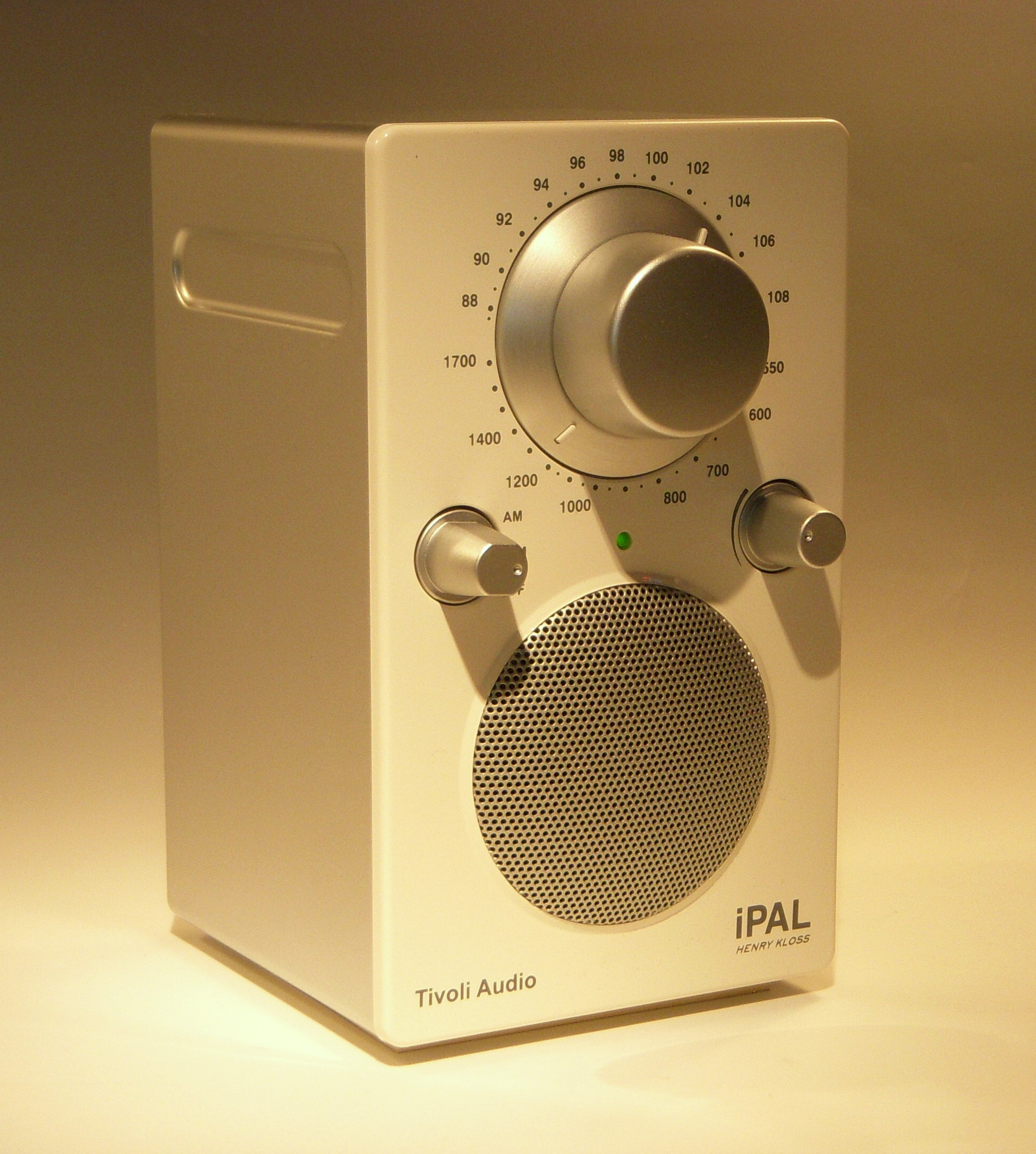
Henry Kloss Design: Radio Tivoli Audio

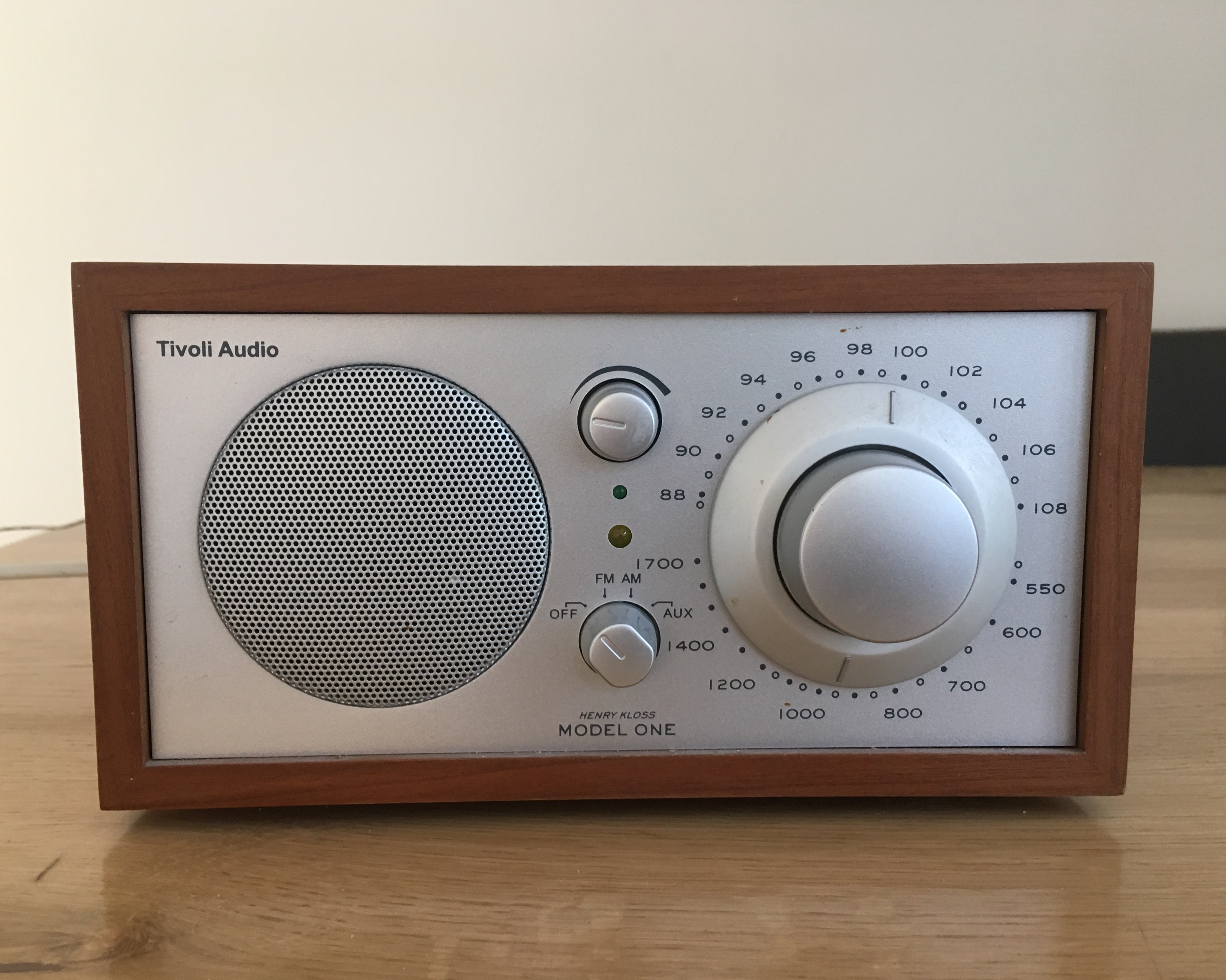
Tivoli One

Henry Kloss (* 1929 in Altoona, Pennsylvania, USA; † 31. Januar 2002 in Cambridge, Massachusetts) war ein US-amerikanischer Designer.

## Leben
Henry Kloss studierte am MIT und war 1952 Mitbegründer von Acoustic Research Corporation (AR), wo er den AR Model 1 entwickelte, einen Kompaktlautsprecher mit voluminösem Bass. Das AR Model 1 war der erste Lautsprecher mit einer Basssicke. Diese erlaubt der Membran deutlich mehr Hub und somit kräftige Bässe trotz kompakter Bauart. Heute basiert nahezu jeder Lautsprecher auf dieser Technik. In den frühen 1960er-Jahren gründete er mit Geschäftspartnern die Firma KLH, wo er das Model 8 entwickelte, ein trennscharfes, gut klingendes Tischradio.
1971 stellte Henry Kloss das weltweit erste Kassettendeck mit Dolby-Rauschreduzierung vor, das Advent 201, und verwandelte so die Kompaktkassette vom Diktiermedium zum Musikträger.
Immer auf der Suche nach dem guten Klang, war Kloss ein Pionier des Rundum-Sounds und des Heimkinos. Für diese Leistungen erhielt er 1997 einen Emmy. Neben zahlreichen weiteren Ehrungen wurde er auch in die Consumer Electronics Hall of Fame gewählt.